# Căpitanul Horatio Hornblower
Căpitanul Horatio Hornblower (titlu original: Captain Horatio Hornblower, cunoscut în Regatul Unit ca Captain Horatio Hornblower R.N.) este un film american și britanic  din 1951 regizat de Raoul Walsh. Este creat în genurile film de război naval, swashbuckler. Filmul este realizat în Technicolor pentru Warner Bros. și produs de Gerry Mitchell. Rolurile principale au fost interpretate de actorii Gregory Peck, Virginia Mayo, Robert Beatty și Terence Morgan. Scenariul este realizat de C.S. Forester, Ivan Goff, Ben Roberts și Aeneas MacKenzie  pe baza a trei romane scrise de Forester:  The Happy Return (Beat to Quarters în Statele Unite), A Ship of the Line și Flying Colours.

## Prezentare
În 1807, în timpul Războaielor Napoleoniene, căpitanul fictiv britanic Horatio Hornblower comandă fregata HMS Lydia într-o lungă misiune secretă în America Centrală. 

## Distribuție
- Gregory Peck - Cpt. Horatio Hornblower, R.N.
- Virginia Mayo ca Lady Barbara Wellesley
- Robert Beatty ca First Lieutenant William Bush
- Terence Morgan ca Second Lieutenant Gerard
- Moultrie Kelsall ca Third Lieutenant Crystal
- James Kenney ca Midshipman Longley
- James Robertson Justice ca Seaman Quist
- Denis O'Dea ca Rear Admiral Sir Rodney Leighton
- Richard Hearne ca Polwheal
- Michael J. Dolan ca Surgeon Gundarson
- Stanley Baker ca Mr. Harrison
- Alec Mango ca El Supremo/Don Julian Alvarado
- Christopher Lee ca the Spanish captain
- Diane Cilento ca vocea Mariei, soția lui Hornblower
- Jack Watson (actor) - Capt. Sylvester (nem.)

## Producție
Filmările au avut loc în Regatul Unit și în Franța.  Cheltuielile de producție s-au ridicat la 2,46 milioane $.

## Lansare și primire
A avut încasări de 5,33 milioane $.